# پل ریکور
پل ریکور (به فرانسوی: Paul Ricœur) (زادهٔ ۲۷ فوریه ۱۹۱۳ – درگذشتهٔ ۲۰ مه ۲۰۰۵) فیلسوف و ادیب برجستهٔ فرانسوی بود که با ترکیب شرح‌های پدیدارشناختی با تفاسیر هرمنوتیک شناخته شده‌است. ریکور در کنار هانس-گئورگ گادامر به‌عنوان برجسته‌ترین متخصصان هرمنوتیک در قرن معاصر شناخته می‌شوند. امانوئل مکرون رئیس‌جمهور فعلی فرانسه، از دستیاران و شاگردان ریکور بود.

## زندگی
پدر پل ریکور در جنگ جهانی اول کشته شد و مادرش نیز در کودکی او درگذشت و پل کوچک توسط پدربزرگ و مادربزرگ خود بزرگ شد.
پل ریکور در دانشگاه سوربن فرانسه درس خواند. وی یک مدرک دکترا در فلسفه و یک مدرک دکترا در ادبیات اخذ کرد.

## اندیشه و آثار
ماهیت زبان و معنا، کنش، عنصر ذهنی، متن، گزارش، تأثیر حضور دیگری مسایل مرکزی در مباحث فلسفی، زبانشناسی، نظریه ادبی و علوم انسانی بوده‌اند و پل ریکور در آنها صاحب نظر. نخستین کارش را با عنوان گابریل مارسل و کارل یاسپرس در سال ۱۹۴۸ منتشر کرد. وی همواره زیر نفوذ عقاید استادش مارسل دربارهٔ هستی‌شناسی انضمامی و مفاهیم هدف، آزادی و امید باقی‌ماند. در سالهای جنگ ریکور بازداشت و به آلمان منتقل شد و در زندان کتاب ایده‌های راهگشا برای گونه‌ای از پدیدارشناسی ادموند هوسرل را به زبان فرانسوی ترجمه کرد. انتشار کتاب فلسفه اراده در حکم آغاز فلسفهٔ ریکور و از جمله مهم‌ترین آثار وی است. مجلد نخست آن را در سال ۱۹۴۹ با عنوان ارادی و غیرارادی منتشر نمود و مجلد بعدی با عنوان هدفمندی و توان شامل دو بخش انسان خطا کار و سویهٔ شر منتشر گردید.
تاریخ و حقیقت که مجموعه‌ای از رساله‌های وی دربارهٔ مفهوم تاریخ در هرمنوتیک است در سال ۱۹۵۵ منتشر شد.دربارهٔ تاویل، بحثی دربارهٔ فروید، اختلاف تأویل‌ها، استعارهٔ زنده و از متن تا کنش مهم‌ترین آثار ریکور در زمینهٔ هرمنوتیک هستند.خویشتن همچون دیگری، که مهم‌ترین کار فلسفی ریکور است.
خواندن‌ها، مجموعه مقالات ریکور در سه جلد که هر کدام به ترتیب جلد اول در باب قدرت و سیاست، جلد دوم دربارهٔ نظریه ادبی، و جلد سوم دربارهٔ رابطهٔ فلسفه و دین منتشر شده‌اند. در نخستین بخش مجلد اول خواندن‌ها، ریکور به بررسی اندیشهٔ شماری از مهم‌ترین متفکران سیاسی نظیر هانا آرنت، یان پاکوتا، [اریک وی] و کارل یاسپرس می‌پردازد با عنوان «ناسازه‌های سیاست». دشواری خرد سیاسی همواره رویارویی با ناسازه‌ها بوده‌است. در بخش دوم با عنوان زبان سیاسی به ویژه نقش آن در نظریهٔ عدالت بررسی شده‌است. مقالهٔ مهم ریکور در شناخت نظریهٔ عدالت جان راولس در این بخش آمده‌است. مقالهٔ که در گسترش بحث مشهور راولس، خود گردانی اجتماعی را در برابر افسانهٔ قرار داد اجتماعی قرار می‌دهد. بخش سوم کتاب با عنوان دانایی پراتیک، مقالاتی در موضوع اخلاق سیاسی گرد آمده‌اند که از این راه شماری از مهم‌ترین معضل‌های دموکراسی چون پذیرش و تسامح مورد بررسی قرار گرفته‌اند. -
از دیگر آثار مهم پل ریکور می‌توان به کتاب‌های «سمبولیسم شر»، «وجود، ذات و جوهر نزد افلاطون و ارسطو: درسگفتاری عرضه شده در دانشگاه استراسبورگ»، «عادل»، «خاطرات، تاریخ، فراموشی»، «مسیر رنسانس» و «در غیر این صورت» اشاره کرد.
از دیگر آثار بسیار مهم او «فروید و فلسفه: مقاله‌ای در مورد تفسیر» است که به تعبیر ریچارد برنشتاین، جامع‌ترین کتابی است که تا کنون به بررسی آراء و دیدگاه‌های فروید پرداخته است. ریکور در این کتاب تلاش می‌کند تا مفهوم «روانکاوی» را در چهارچوب «هرمنوتیک» توسعه دهد  و تلاش کند به بررسی شباهت‌ها و تفاوت‌های پدیدارشناس و روانکاو نائل آید. در کتاب «فروید و فلسفه» ریکور به بررسی مجموعه آثار فروید، نقد دیدگاه‌های منتقدان او به ویژه فیلسوفان علم همچون ارنست نیگل و پوپر نیز می‌پردازد.
انتشار «فروید و فلسفه» خشم ژاک لاکان را برانگیخت و منجر شد تا بحث‌هایی درباره سرقت فکری در فضای آکادمیک فرانسه درباره ریکور دربگیرد که مدافعان او، به این نقدها پاسخ داده‌اند و ادعای هواداران لاکان را رد کرده‌اند.

## استاد
او در دوران حیاتش استاد دانشگاه سوربن پاریس، دانشگاه لوون بلژیک و دانشگاه‌های کلمبیا، ییل، شیکاگو و هاورفورد کالج ایالات متحده بود.

## جوایز
پل ریکور در دوران زندگی خود جوایز بسیار معتبری از قبیل جایزه هگل، جایزه کارل یاسپر، جایزه بزرگ فلسفه فرهنگستان فرانسه و جایزه جان دبلیو کلاج را دریافت کرد.